# Alsfeld
Alsfeld est une ville allemande médiévale située au nord de Francfort dans une région rurale dont l'agglomération compte 16 000 habitants.
La cité est demeurée à peu près dans son état de l'époque de la Renaissance. Elle n'a plus subi de transformation depuis la guerre de Trente Ans.

## Histoire
| Appartenances historiques Landgraviat de Thuringe 1247–1264 Landgraviat de Hesse 1264–1458 Landgraviat de Haute-Hesse 1458–1500 Landgraviat de Hesse 1500–1567 Landgraviat de Hesse-Marbourg 1567–1604 Landgraviat de Hesse-Darmstadt 1604–1806 Grand-duché de Hesse 1806–1918 République de Weimar 1918–1933 Reich allemand 1933–1945 Allemagne occupée 1945–1949 Allemagne 1949–présent |

La localité est évoquée dès 1069. Elle rejoint en 1247 le Schwalm et le landgraviat de Hesse. Elle se développe particulièrement à la fin du Moyen Âge et à la Renaissance.
En 1975, la ville est distinguée par le Conseil européen comme ville modèle pour le remodelage de ses quartiers anciens.

## Les monuments
- La place du marché (Markt) avec l'hôtel de ville, la maison des mariages (Hochzeitshaus) et la maison du vin (Weinhaus). Les trois bâtiments sont de la Renaissance.
- L'église de Walpurgis (Walpurgiskirche) et la place de l'église (Kirchplatz)
- La tour leonard (Leonhardsturm), construite au XIIe siècle,  faisait partie de la première enceinte de la ville.
- L'église de la Trinité (Dreifaltigkeitskirche) et le jardin du monastère

## Activités associatives, culturelles, festives et sportives
- La fanfare des pompiers volontaires (« Spielmanns- und Fanfarenzug der Freiwilligen Feuerwehr der Stadt Alsfeld ») a acquis une réputation certaine qui lui permet de se produire régulièrement dans les pays voisins[3].

## Jumelage
- Amstetten (Autriche) depuis 1979.
- Chaville (France) depuis 1974.
- Nakskov (Danemark) depuis 1963.
- New Mills (Angleterre) depuis 1962.
- Spišská Nová Ves (Slovaquie) depuis 1992.

## Galerie

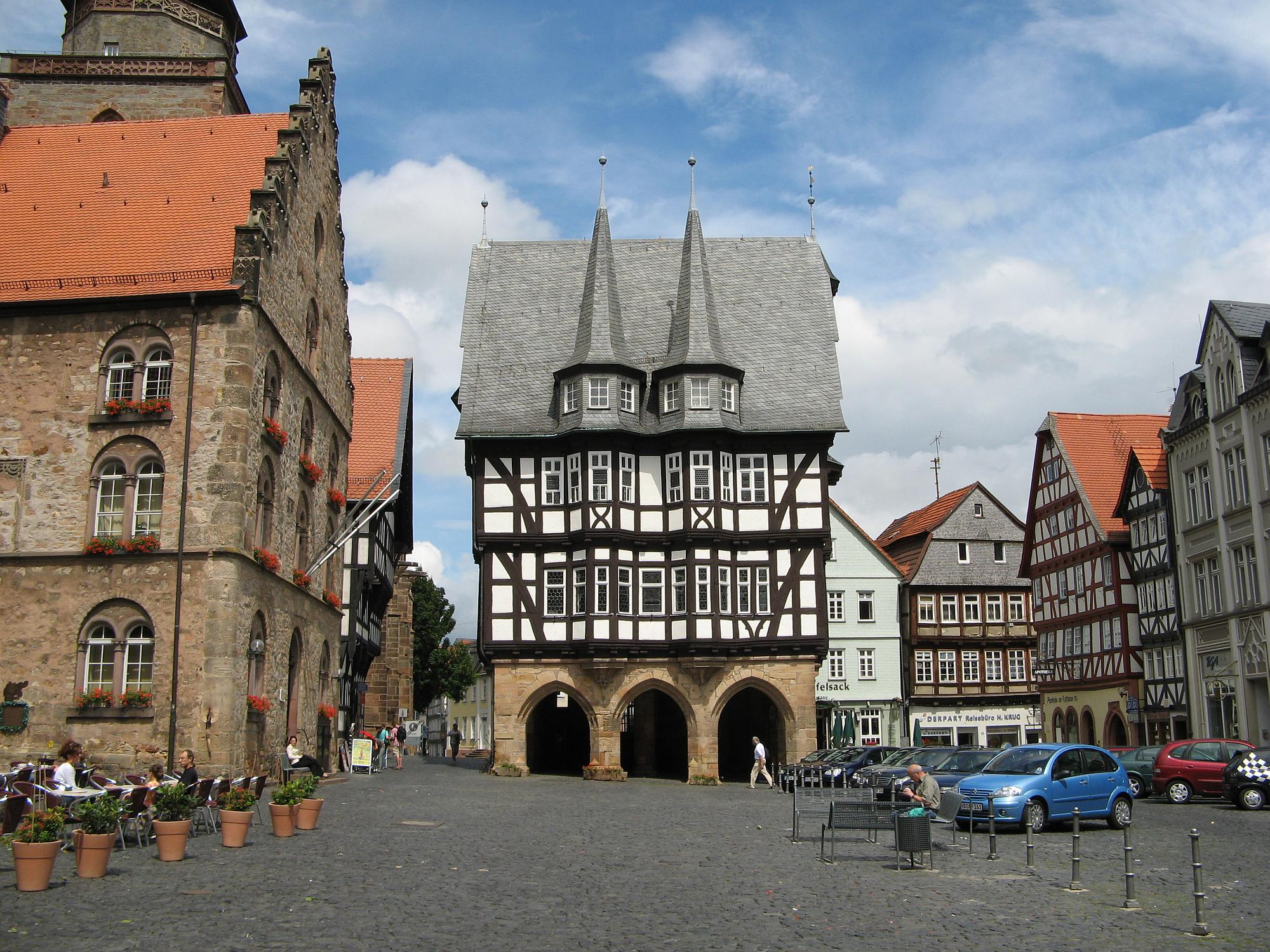
L'hôtel-de-ville
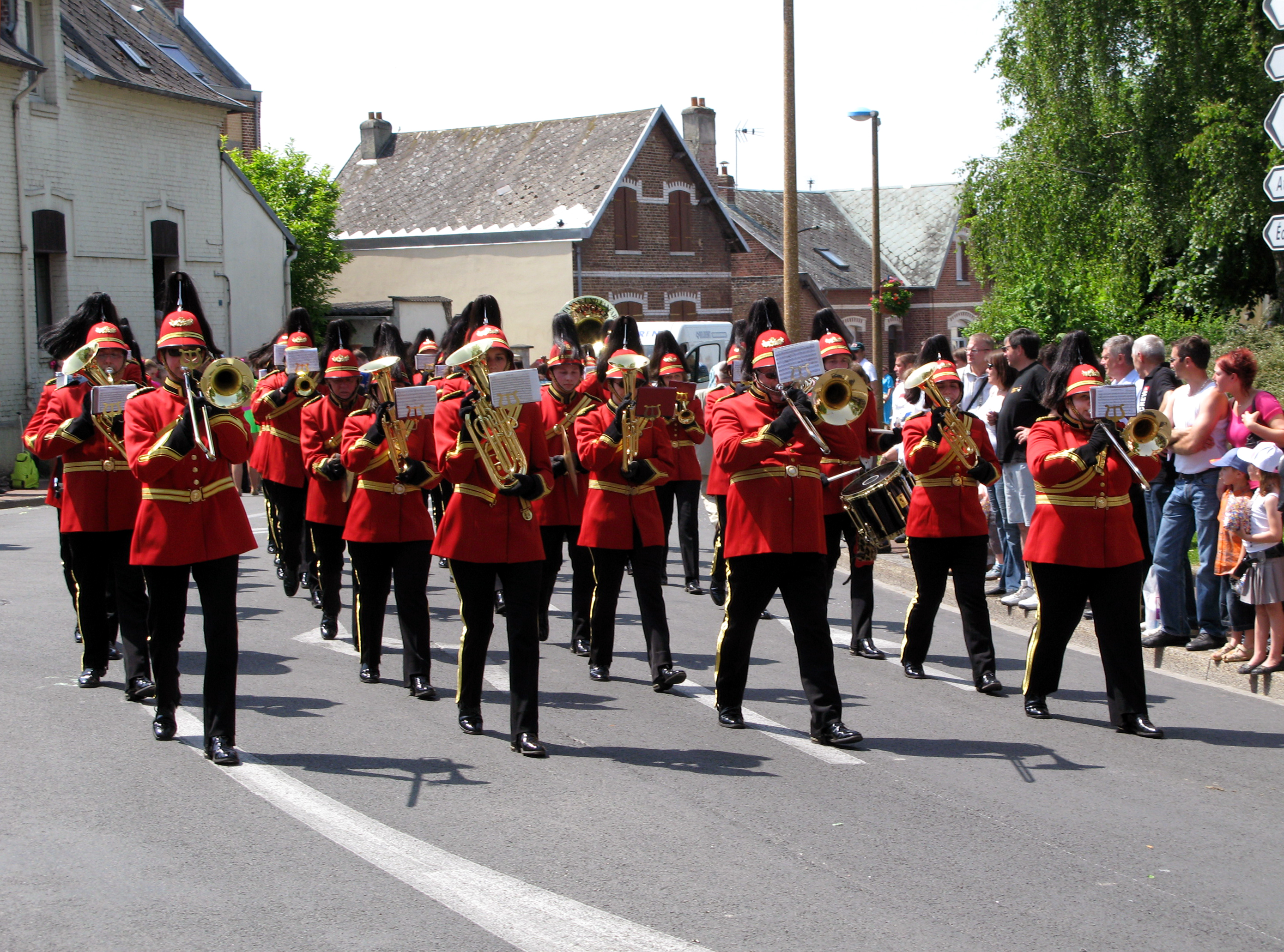
La fanfare des pompiers volontaires a ouvert le cortège de Gauchy en mai 2009.